# 시베리아 대륙

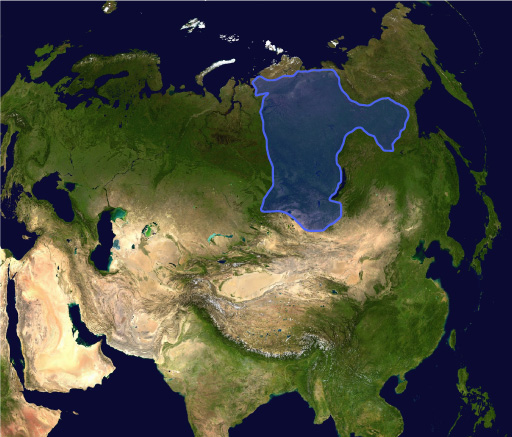

시베리아 대륙은 오늘날의 시베리아 중심부에 있던 고대륙이다. 오늘날의 중앙시베리아고원 지대에 해당한다. 25억년전에는 캐나다 순상지와 함께 북극대륙을 이루었다. 이후 프로토로라시아 대륙에 속했다가 쪼개지면서 페름기까지 일시적으로 독립된 대륙을 이루기도 했다. 오늘날에는 유라시아의 일부가 되었다.